# 김평일
김평일(金平日(아명(兒名)은 金平一), 1954년 8월 10일 ~ )은 조선민주주의인민공화국의 외교관이다.

## 생애
본관은 전주 김씨이며, 1954년 북한 평양에서 김일성과 김성애 사이에서 태어났다. 김정일의 이복 남동생이며, 김정은의 숙부이다. 그의 동복 형제자매 중에서 동복 남동생으로는 김영일(2000년 사망), 동복 누나로는 김경진(김광린 전직 오스트리아 주재 조선민주주의인민공화국 대사의 아내)이 있다. 
그는 김일성의 경호를 맡고 있었으며, 1977년 김일성종합대학 경제학부에서 학사 학위 취득을 하였고 호위사령부 장갑차 대대장과 인민무력부 작전국 부국장 등으로 근무했다.
김일성 주석은 한때 ‘당(黨, 조선로동당)은 정일(김정일), 군(軍, 조선인민군)은 평일(김평일), 정(政, 내각)은 영일(김영일)에게 맡긴다.’는 후계 구상을 그렸던 것으로 알려졌었다.

### 권력 다툼에서 패배
한때 김일성의 후계자로 주목받기도 했으나, 빨치산 원로회의에서 김정일을 지지하면서 뒤로 밀려났다. 또한 1973년, 김일성이 인민대학습당을 건립하기 위해 마련한 부지에 외삼촌 김성갑이 본인의 사저를 짓는 사건을 터뜨리는 바람에 김일성과 사이가 틀어졌으며 김성애와 김정일 간의 갈등으로 인해 김정일과 사이가 틀어졌다. 1974년 김정일이 아버지 김일성 주석의 후계자로 확정되면서 권력에서 멀어지게 된다.

### 외교관으로서 활동
김평일은 후계 서열에서 제외된 이후 1979년에 김정일에 의해 유고슬라비아 주재 북한 대사관 부무관으로 임명되었다.
그후, 1988년 주헝가리 북한 대사로 시작, 1989년부터 유럽 연합의 대사로 전출되었고, 그 뒤 주 불가리아 대사, 핀란드 대사를 거쳐 폴란드 대사를 맡았다. 그후 2015년 1월인 17년만에 체코 대사로 이동된다.
2019년 11월 체코 주재 조선민주주의인민공화국 대사를 역임하다 평양으로 소환되었다.

## 가계
- 부 : 김일성(金日成)
- 전모 : 김정숙(金正淑)
- 전모 : 홍영숙(洪永淑, 아명은 홍주경(洪姝瓊),홍애연(洪愛姸))
- 생모 : 김성애
- 서모 : 제갈씨[6]
- 서모 : 김송죽
- 아내
  - 김순금
- 딸 : 김은송
- 아들 : 김인강
- 형제
  - 김정일(金正日)
  - 김영일
  - 김만일, 요절
  - 김경희(金敬姬)
  - 김경진
  - 김현
  - 김백연

|                           |                           |                           |                           |                           |                           |  |  |                           |                           |                           |                           | 김형직 金亨稷 1894 - 1926 | 김형직 金亨稷 1894 - 1926 | 김형직 金亨稷 1894 - 1926 | 김형직 金亨稷 1894 - 1926 | 김형직 金亨稷 1894 - 1926 | 김형직 金亨稷 1894 - 1926 |                      |                      |                      |                      |  |  |                           |                           |                           |                           |                           |                           |  |  |                      |                      |                      |                      | 강반석 康盤石 1892 - 1932 | 강반석 康盤石 1892 - 1932 | 강반석 康盤石 1892 - 1932 | 강반석 康盤石 1892 - 1932 | 강반석 康盤石 1892 - 1932 | 강반석 康盤石 1892 - 1932 |                      |                      |                      |                      |  |  |                           |                           |                           |                           |                           |                           |  |  |                  |                  |                  |                  |                         |                         |                         |                         |                         |                         |
|                           |                           |                           |                           |                           |                           |  |  |                           |                           |                           |                           | 김형직 金亨稷 1894 - 1926 | 김형직 金亨稷 1894 - 1926 | 김형직 金亨稷 1894 - 1926 | 김형직 金亨稷 1894 - 1926 | 김형직 金亨稷 1894 - 1926 | 김형직 金亨稷 1894 - 1926 |                      |                      |                      |                      |  |  |                           |                           |                           |                           |                           |                           |  |  |                      |                      |                      |                      | 강반석 康盤石 1892 - 1932 | 강반석 康盤石 1892 - 1932 | 강반석 康盤石 1892 - 1932 | 강반석 康盤石 1892 - 1932 | 강반석 康盤石 1892 - 1932 | 강반석 康盤石 1892 - 1932 |                      |                      |                      |                      |  |  |                           |                           |                           |                           |                           |                           |  |  |                  |                  |                  |                  |                         |                         |                         |                         |                         |                         |
|                           |                           |                           |                           |                           |                           |  |  |                           |                           |                           |                           |                           |                           |                           |                           |                           |                           |                      |                      |                      |                      |  |  |                           |                           |                           |                           |                           |                           |  |  |                      |                      |                      |                      |                           |                           |                           |                           |                           |                           |                      |                      |                      |                      |  |  |                           |                           |                           |                           |                           |                           |  |  |                  |                  |                  |                  |                         |                         |                         |                         |                         |                         |
|                           |                           |                           |                           |                           |                           |  |  |                           |                           |                           |                           |                           |                           |                           |                           |                           |                           |                      |                      |                      |                      |  |  |                           |                           |                           |                           |                           |                           |  |  |                      |                      |                      |                      |                           |                           |                           |                           |                           |                           |                      |                      |                      |                      |  |  |                           |                           |                           |                           |                           |                           |  |  |                  |                  |                  |                  |                         |                         |                         |                         |                         |                         |
|                           |                           |                           |                           |                           |                           |  |  |                           |                           |                           |                           | 김정숙 金正淑 1917 - 1949 | 김정숙 金正淑 1917 - 1949 | 김정숙 金正淑 1917 - 1949 | 김정숙 金正淑 1917 - 1949 | 김정숙 金正淑 1917 - 1949 | 김정숙 金正淑 1917 - 1949 |                      |                      |                      |                      |  |  | 김일성 金日成 1912 - 1994 | 김일성 金日成 1912 - 1994 | 김일성 金日成 1912 - 1994 | 김일성 金日成 1912 - 1994 | 김일성 金日成 1912 - 1994 | 김일성 金日成 1912 - 1994 |  |  |                      |                      |                      |                      | 김성애 金聖愛 1924 - 2014 | 김성애 金聖愛 1924 - 2014 | 김성애 金聖愛 1924 - 2014 | 김성애 金聖愛 1924 - 2014 | 김성애 金聖愛 1924 - 2014 | 김성애 金聖愛 1924 - 2014 |                      |                      |                      |                      |  |  |                           |                           |                           |                           |                           |                           |  |  |                  |                  |                  |                  | 제갈순복 諸葛순복 ? - ? | 제갈순복 諸葛순복 ? - ? | 제갈순복 諸葛순복 ? - ? | 제갈순복 諸葛순복 ? - ? | 제갈순복 諸葛순복 ? - ? | 제갈순복 諸葛순복 ? - ? |
|                           |                           |                           |                           |                           |                           |  |  |                           |                           |                           |                           | 김정숙 金正淑 1917 - 1949 | 김정숙 金正淑 1917 - 1949 | 김정숙 金正淑 1917 - 1949 | 김정숙 金正淑 1917 - 1949 | 김정숙 金正淑 1917 - 1949 | 김정숙 金正淑 1917 - 1949 |                      |                      |                      |                      |  |  | 김일성 金日成 1912 - 1994 | 김일성 金日成 1912 - 1994 | 김일성 金日成 1912 - 1994 | 김일성 金日成 1912 - 1994 | 김일성 金日成 1912 - 1994 | 김일성 金日成 1912 - 1994 |  |  |                      |                      |                      |                      | 김성애 金聖愛 1924 - 2014 | 김성애 金聖愛 1924 - 2014 | 김성애 金聖愛 1924 - 2014 | 김성애 金聖愛 1924 - 2014 | 김성애 金聖愛 1924 - 2014 | 김성애 金聖愛 1924 - 2014 |                      |                      |                      |                      |  |  |                           |                           |                           |                           |                           |                           |  |  |                  |                  |                  |                  | 제갈순복 諸葛순복 ? - ? | 제갈순복 諸葛순복 ? - ? | 제갈순복 諸葛순복 ? - ? | 제갈순복 諸葛순복 ? - ? | 제갈순복 諸葛순복 ? - ? | 제갈순복 諸葛순복 ? - ? |
|                           |                           |                           |                           |                           |                           |  |  |                           |                           |                           |                           |                           |                           |                           |                           |                           |                           |                      |                      |                      |                      |  |  |                           |                           |                           |                           |                           |                           |  |  |                      |                      |                      |                      |                           |                           |                           |                           |                           |                           |                      |                      |                      |                      |  |  |                           |                           |                           |                           |                           |                           |  |  |                  |                  |                  |                  |                         |                         |                         |                         |                         |                         |
|                           |                           |                           |                           |                           |                           |  |  |                           |                           |                           |                           |                           |                           |                           |                           |                           |                           |                      |                      |                      |                      |  |  |                           |                           |                           |                           |                           |                           |  |  |                      |                      |                      |                      |                           |                           |                           |                           |                           |                           |                      |                      |                      |                      |  |  |                           |                           |                           |                           |                           |                           |  |  |                  |                  |                  |                  |                         |                         |                         |                         |                         |                         |
| 김정일 金正日 1941 - 2011 | 김정일 金正日 1941 - 2011 | 김정일 金正日 1941 - 2011 | 김정일 金正日 1941 - 2011 | 김정일 金正日 1941 - 2011 | 김정일 金正日 1941 - 2011 |  |  | 김만일 金萬日 1944 - 1947 | 김만일 金萬日 1944 - 1947 | 김만일 金萬日 1944 - 1947 | 김만일 金萬日 1944 - 1947 | 김만일 金萬日 1944 - 1947 | 김만일 金萬日 1944 - 1947 |                           |                           | 김경희 金敬姬 1946 -      | 김경희 金敬姬 1946 -      | 김경희 金敬姬 1946 - | 김경희 金敬姬 1946 - | 김경희 金敬姬 1946 - | 김경희 金敬姬 1946 - |  |  | 김경숙 金敬淑 1951 -      | 김경숙 金敬淑 1951 -      | 김경숙 金敬淑 1951 -      | 김경숙 金敬淑 1951 -      | 김경숙 金敬淑 1951 -      | 김경숙 金敬淑 1951 -      |  |  | 김경진 金經進 1952 - | 김경진 金經進 1952 - | 김경진 金經進 1952 - | 김경진 金經進 1952 - | 김경진 金經進 1952 -      | 김경진 金經進 1952 -      |                           |                           | 김평일 金平日 1954 -      | 김평일 金平日 1954 -      | 김평일 金平日 1954 - | 김평일 金平日 1954 - | 김평일 金平日 1954 - | 김평일 金平日 1954 - |  |  | 김영일 金英日 1955 - 2000 | 김영일 金英日 1955 - 2000 | 김영일 金英日 1955 - 2000 | 김영일 金英日 1955 - 2000 | 김영일 金英日 1955 - 2000 | 김영일 金英日 1955 - 2000 |  |  | 김현 金現 1971 - | 김현 金現 1971 - | 김현 金現 1971 - | 김현 金現 1971 - | 김현 金現 1971 -        | 김현 金現 1971 -        |                         |                         |                         |                         |

## 관련 인물
- 김일성
- 김영주(金英柱)
- 김정일
- 박길룡
- 장성택(張成澤)
- 연형묵(延亨默)
- 김영남(金永南)

## 같이 보기
- 김일성가
- 조선민주주의인민공화국의 정치